# Evert van der Heijden
Evert van der Heijden (Wageningen, 15 oktober 1900 - 27 december 1959) was een Nederlands voetballer die als linksbuiten of linksbinnen speelde.

## Carrière
Van der Heijden kwam van 1917 tot 1937 uit voor Wageningen en speelde tussen 1929 en 1931 in totaal acht wedstrijden voor het Nederlands voetbalelftal waarbij hij één doelpunt maakte.

## Trivia
- In 2018 is de Evert van der Heijdenstraat aangelegd in Tuinwijk in nieuwbouwwijk Nieuw Kortenoord te Wageningen.